# Markus Götz (Komponist)
Markus Götz (* 19. Mai 1973 in Schopfheim) ist ein deutscher Komponist, Musiker und Pädagoge.

## Leben
Markus Götz wuchs in seiner Geburtsstadt auf und besuchte das dortige Theodor-Heuss-Gymnasium. Er nahm Trompetenunterricht an der Musikschule und spielte in mehreren Vereinen und Orchestern. Nach dem Abitur studierte er Musikwissenschaft, Geschichte und Philosophie an der Albert-Ludwigs-Universität in Freiburg im Breisgau. An der dortigen Rockschule hatte er zudem Unterricht beim amerikanischen Jazztrompeter Gary Barone. In Basel studierte Götz Schulmusik und besuchte verschiedenen Arrangier- und Kompositionskurse.
Markus Götz arbeitet als Lehrer in Riehen. Er unterrichtet außerdem an der Musikschule Mittleres Wiesental, dirigiert mehrere Orchester und spielt Trompete und Flügelhorn in verschiedenen Jazz-Bands.
Seit 2017 ist Götz Stadtkapellmeister in Zell im Wiesental.
2015 bis zum 19. Oktober 2024 dirigierte er die Stadtmusik Zell.

## Werke
Schon als Schüler komponierte Götz erste Stücke, die von Blasorchestern in seiner Heimat aufgeführt wurden. Einem breiteren Publikum wurde Götz mit seinen Musicals „Piraten, Piraten“, „Johannes – Die Stimme aus der Wüste“ oder „Canterville“ bekannt, die unter seiner Leitung bereits mehrfach als Schulaufführungen gezeigt wurden und seine Qualifikation als Schulmusiker unter Beweis stellten.
Seine zahlreichen in Kooperation mit dem Musikverlag Rundel veröffentlichten Kompositionen und Arrangements werden von Orchestern im In- und Ausland gespielt.
Zum 300-jährigen Bestehen des Fürstentums Liechtenstein wurde sein Werk „Liechtenstein feiert“ in Vaduz uraufgeführt.

## Auszeichnungen
- 2001 Kompositionsförderpreis der Europäischen Kulturstiftung “Pro Europa”
- 2002 Sonderpreis der Komponistenwerkstatt Sachsen
- 2003 1. Jurypreis und Publikumspreis der Komponistenwerkstatt Sachsen